# Ruth Rogers-Altmann

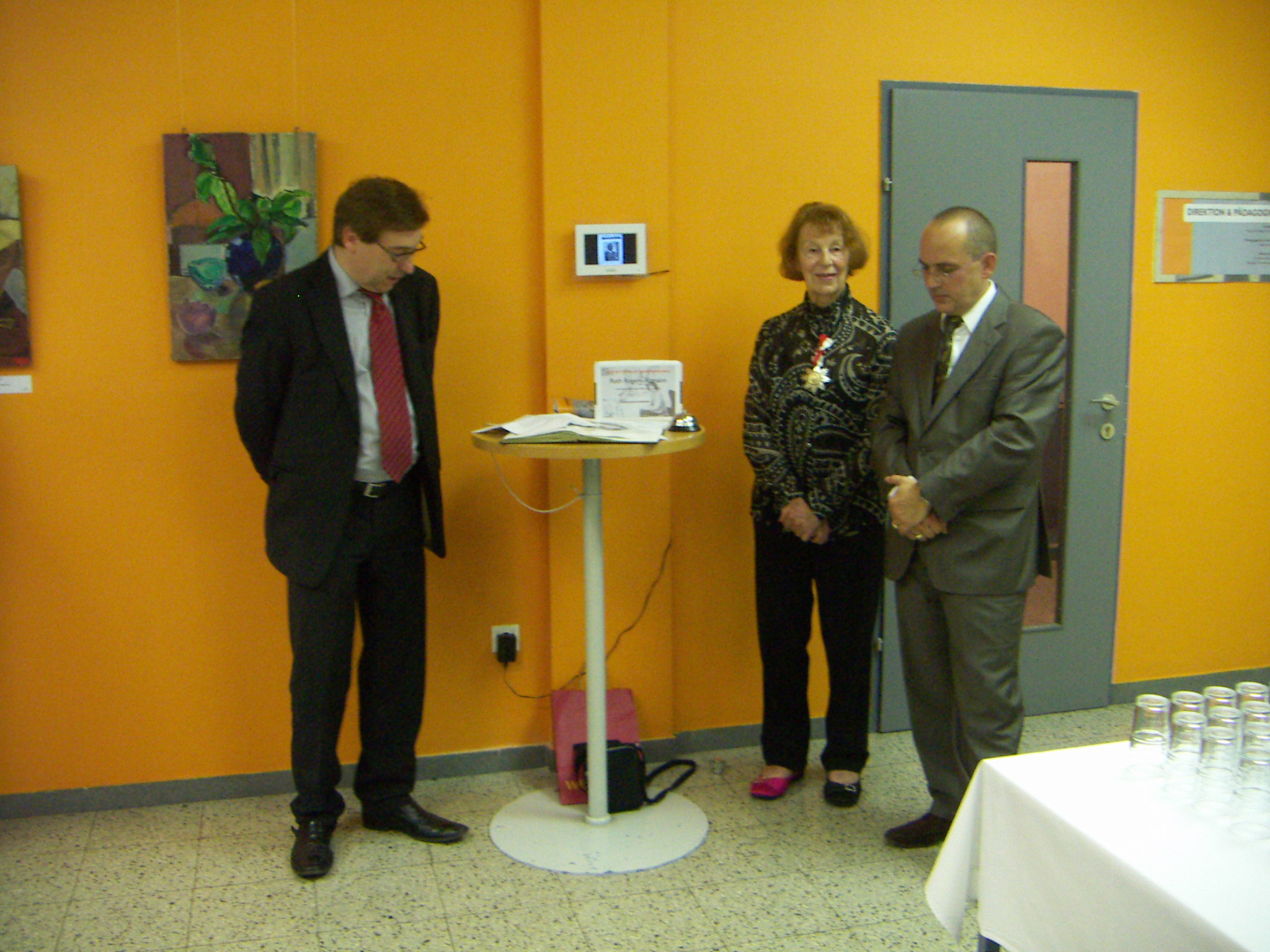
Kurt Stürzenbecher, Ruth Rogers-Altmann, Robert Streibel: Retrospektive 2008 der Volkshochschule Hietzing

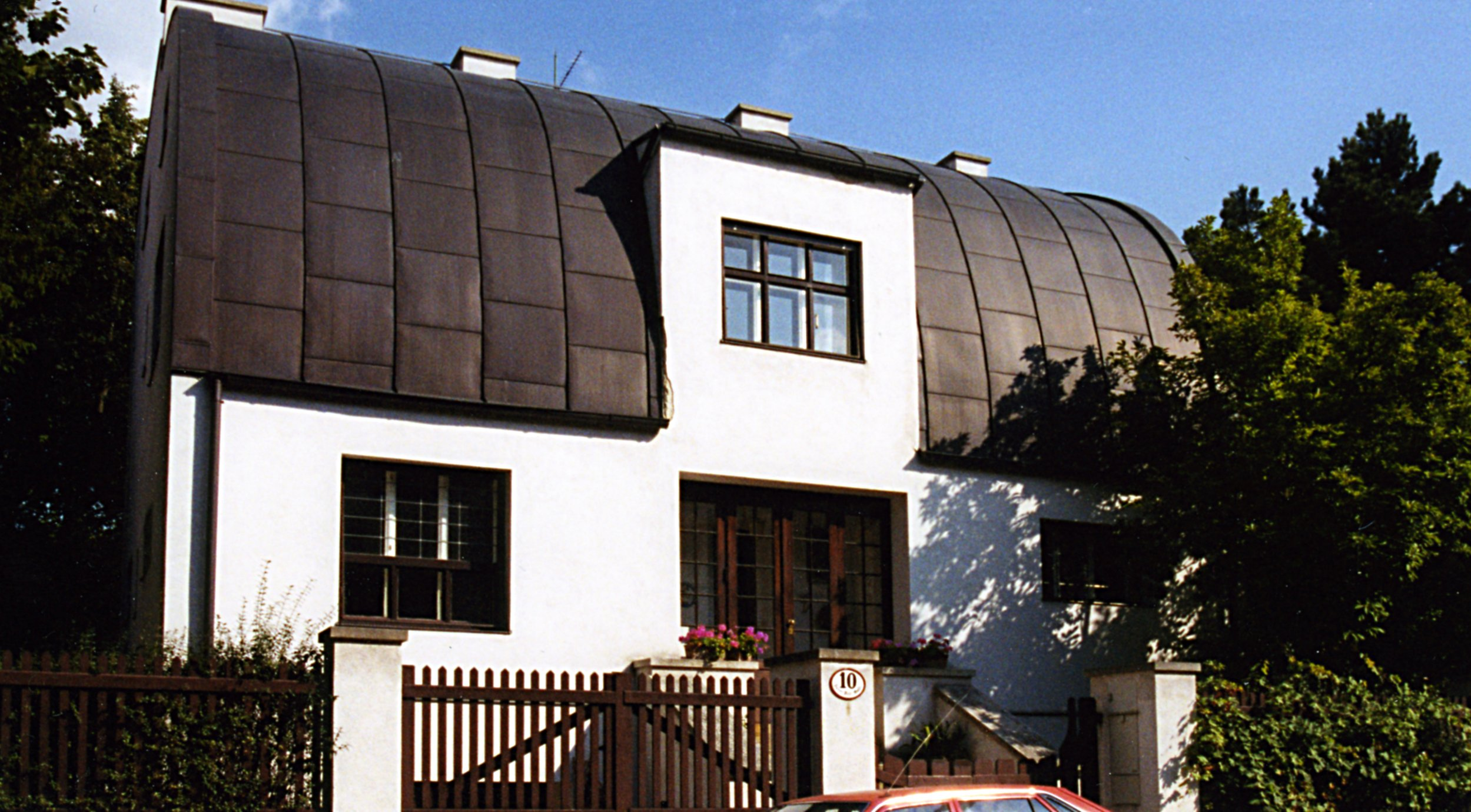
Haus Steiner von Adolf Loos in Wien-Hietzing

Ruth Rogers-Altmann (* 31. Dezember 1917 in Wien als Ruth Karplus; † 11. Oktober 2015) war eine Malerin und Modedesignerin und lebte in New York City und auf Long Island.

## Leben
Ruth Karplus wuchs als Tochter von Else und Arnold Karplus, einem anerkannten Architekten, der unter anderem den Gemeindebau Ditteshof plante, in Wien auf. Ihre Eltern und sie wohnten anfangs im 8. Bezirk, wo Baurat und Sachverständiger Karplus auch sein Atelier hatte, und bewohnten 1933–1938 das 1910 von Adolf Loos für Lilly und Hugo Steiner gestaltete und von ihnen bis 1927 bewohnte Haus Steiner im 13. Wiener Gemeindebezirk (Hietzing), Bezirksteil Unter-St.-Veit, St.-Veit-Gasse 10.
Ruth hatte von Kindheit an Kontakt zu Architekten und Künstlern, die in der Wohnung ihrer Eltern ein und aus gingen. Sie war zuerst Schülerin des von Eugenie Schwarzwald geführten privaten Gymnasiums, besuchte, nachdem sie mit ihren Eltern nach Hietzing übersiedelt war, das in ihrem neuen Wohnbezirk gelegene Gymnasium Wenzgasse, dann die Wiener Frauenakademie und bewarb sich an der Kunstgewerbeschule, wo sie bei Albert Paris Gütersloh studieren konnte.
In ihrer Jugend in Österreich lernte sie in der Mathias-Zdarsky-Schischule schifahren. Dort wurde anfangs noch mit der Methode gelernt, die Kurven mit einem einzigen langen Stock zu meistern. Später fuhr sie Jahrzehnte lang in Alta (Utah) Schi und malte dort auch.
Nach dem „Anschluss“ Österreichs an Hitler-Deutschland im März 1938 kehrte sie von einem Aufenthalt in Prag nicht mehr nach Wien zurück, sondern reiste nach New York. Auch ihr Bruder Gerhard flüchtete schon 1938; die Eltern kamen 1939 nach. Bis auf ihren Bruder Hans, der nach Südamerika emigrierte, gelangte die ganze Familie früher oder später nach New York.
Im September 1938 heiratete Ruth Karplus in den Vereinigten Staaten Martin Rogers, in dritter Ehe 1964 Hans Altmann, den ersten Sohn des 1938 wie sie zur Emigration getriebenen Wiener Textilindustriellen Bernhard Altmann. Hans hatte seine Matura im Gymnasium Fichtnergasse unweit des damaligen Wohnhauses von Ruth Karplus abgelegt und mit seiner Familie auch in der Nähe, 13., Kopfgasse 1, gewohnt.

## Werke
Rogers-Altmanns Arbeiten zeigen eine Verbindung zum Symbolismus und zu abstrakter Malerei. Die von ihr entwickelte Technik coloramic vibrant hues and circle symbol strahlt eine eigene Faszination aus.
In der Stanford University und im Alf Engen Ski Museum im Utah Olympic Park sind Werke von Rogers-Altmann zu sehen.

## Auszeichnungen
- 2008: Goldenes Verdienstzeichen der Stadt Wien